# 王繼謨
王繼謨（1583年1月27日—17世紀），字景文、一字顯我，號淳穆，陝西延安府府谷縣人，明朝政治人物。

## 生平
王繼謨在萬曆二十五年（1597年）由縣廩生成選貢，三十七年（1609年）中己酉科陕西鄉試舉人，次年（1610年）聯捷庚戌科進士，獲授南陽知縣，調任兵部武庫主事；天啟元年（1621年）到宣大、山西等地支援軍務，後陞官職方司郎中，外任山西薊州兵備道右參政，五年（1625年）被倪文煥彈劾為王之寀黨羽而削籍。
崇禎元年（1628年），王繼謨得原官重新起用，不久轉為貴州右參政，四年（1631年）自貴州參議再回任山西右參政，很快改官易州道左參議、河南右參政，九年（1636年）時任職永寧監軍道，和副總兵祖大樂驅逐包圍滁州的流寇。
崇禎十二年（1639年），王繼謨出任密雲巡撫，被方士亮、寧成勳彈劾，總兵唐通指出他是從軍二十年最正直清廉的官員，及後方士亮又擔心他被撤職後會無人代替，故而請留用，崇禎帝以勞加其兵部右侍郎、副都御史頭銜，到十六年改任順天巡撫，同年回任密雲巡撫，十二月代孫晉擔任宣大總督，因李自成入侵而與周遇吉防守沿河一帶。十七年（1644年）大順軍隊攻陷陽和衛，他和大同巡撫衛景瑗徵召大同總兵姜瓖守衛河上，姜瓖卻聽從兄長、前昌平總兵姜瑄投降大順，他說：「事已至此，從死無法報國，不如棄守，保衛京師更重要。」由寧武關前往北京，與敵軍戰敗後充任事官，不久與張致雍入山，隱居直到去世。

## 家族
曾祖張學，祖張進鳳，父張好善，母李氏，繼母張氏，嚴侍下。弟繼烈、繼思。娶張氏。

## 引用
1. 1 2  乾隆《府谷縣志·卷四》：王繼謨，字顯我，號淳穆，好善長子，由邑廩生，萬歷丁酉拔貢，中己酉舉人、庚戌進士；初授河南南陽知縣，歷官密雲巡撫、總督山西宣大陽和等處軍務。秉性剛毅，勦賊有功，居官清慎，人稱其德，密雲立祠祀之；初兵科給事中方士亮以才力不及劾罷，後又言恐代維謨者未必勝，繼謨得留任。崇禎十六年因闖賊變，防守沿河一帶，十七年闖賊至，繼謨與巡撫衛景瑗檄大同總兵姜瓖扼之河上，瓖兄故昌平總兵瑄勸瓖降賊，瓖因潛納款而還，景瑗靖節事見《明史》；繼謨曰：「事已去，從死不足以報國，不如棄去，保守京師為重大。」遂由寧武抵京，與闖賊戰歿。
2. ↑  《萬曆三十八年庚戌科進士登科錄》：王繼謨 貫陝西延安府府谷縣民籍，縣學生，治《易經》，字景文，行一，年二十八，正月初五日生。曾祖學，祖進鳳，父好善，母李氏，繼母張氏，嚴侍下，弟繼烈、繼思，娶張氏。陝西鄉試第五十四名，會試第二百十四名。
3. ↑  《明熹宗悊皇帝實錄·卷九》：（天啟元年四月戊寅）遣兵部武庫司主事周鼎往薊昌真保，武庫司主事王繼謨往宣大山西延寧甘固，督發兵丁兼程赴援。
4. ↑  《明熹宗悊皇帝實錄·卷三十八》：（天啟三年九月庚子）刑部主事譚謙益疏薦楚黃處士……兵部覆稱臣等遵旨，即令本部郎中王繼謨、廖起巘親見……
5. ↑  《明熹宗七年都察院實錄·卷十》：（天啟五年十二月十三日）……山西右參政王繼謨為王之宷之私黨……
6. ↑  史語所藏鈔本《崇禎長編·卷五》：（崇禎元年正月壬申）兵部尚書閆鳴泰疏薦原任職方司郎中余大成，武選司郎中鹿善繼以京堂起用，原任職方司郎中陞薊州兵備道王繼謨，原任職方司主事沈棨以原官起用，下吏部。
7. ↑  史語所藏鈔本《崇禎長編·卷七》：（崇禎元年三月乙丑）陞□□道御史李思啟為太僕寺卿管東路少卿事，原任山西右參政王繼謨為貴州右參政，原任參議夏啟昌為廣東參政，原任參政侯恂為陝西參政。
8. ↑  史語所藏鈔本《崇禎長編·卷四十九》：（崇禎四年八月癸丑）起原任貴州參議王繼謨為山西右參政。
9. ↑  史語所藏鈔本《崇禎長編·卷五十》：（崇禎四年九月己亥）調王繼謨為山西參議易州兵備道，陞郭應嚮為陝西僉事榆林道。
10. ↑  史語所藏鈔本《崇禎長編·卷五十三》：（崇禎四年閏十一月）乙巳陞陝西右布政使蕭丁泰為本省左布政使，山西左參議王繼謨為河南右參政。
11. ↑  《崇禎實錄·卷九》：（崇禎九年二月）甲申寇圍滁州……永寧監軍道王繼謨同副總兵祖大樂逐之。
12. ↑  錢海岳《南明史·卷八十八·列傳第六十四》：王繼謨，字景文，府谷人。萬曆三十八年進士。授南陽知縣，遷武庫主事。天啟初，命督宣大、山西、延、寧、甘、固軍兼程援遼有功。魏忠賢用事，潔身而安。累遷薊州參議。倪文煥劾之，削籍。崇禎初，起易州副使，調遵化，監盧象昇軍。十二年，以僉都御史巡撫密雲，為方士亮、寧成勳所劾。總兵唐通疏言：「從軍二十年，未見正直清廉憂國奉公如繼謨者。」士亮亦言：「恐代者未必勝，請留之。」以久勞，加兵部右侍郎、副都御史。十六年，改順天。十二月，代孫晉總督宣大、山西，劾罷總兵唐玉。李自成兵至，命率周遇吉防河。十七年，自成入陽和，不能禦，命充事官。尋與張致雍入山，隱居卒。